# Manuel González de la Parra

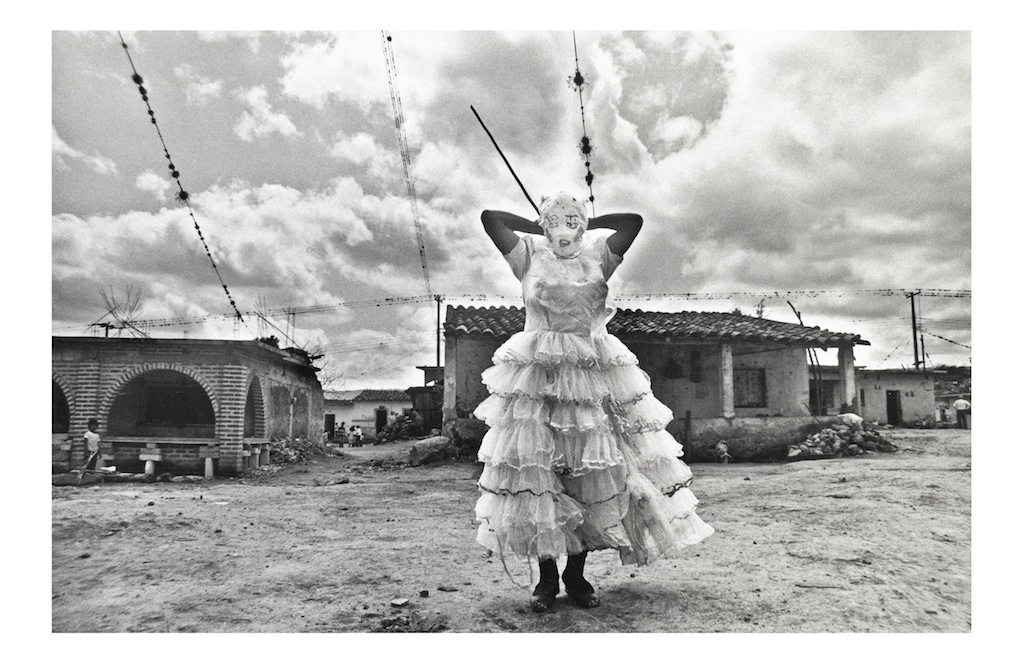
"Tiempo de Carnaval", fotografía de Manuel González de la Parra. Serie Coyolillo, un pueblo afromestizo.

Juan Manuel González de la Parra (13 de marzo de 1954 - 13 de diciembre de 2012) fue un fotógrafo michoacano asentado en Xalapa, Veracruz, cuyo eje principal de trabajo fue el registro documental de la presencia afrodescendiente en comunidades de Veracruz, México y en las costas del Atlántico y Pacífico en Colombia.

## Biografía

### Inicios
Manuel González de la Parra fue un fotógrafo mexicano nacido en la ciudad de Cotija de la Paz, Michoacán en 1954 y asentado desde 1972 en Xalapa, Veracruz. Estudió en la Facultad de Artes de la Universidad Veracruzana con los maestros Carlos Jurado, Nacho López y Adrián Mendieta, en una época de especial efervescencia en las artes plásticas y escénicas en Xalapa. A partir del año 1978 inició a trabajar como fotógrafo en la Universidad Veracruzana, labor que le permitió recorrer el estado de Veracruz con el fin de registrar de modo documental varios proyectos que precisaban de soporte visual, como publicaciones de corte antropológico, científico y artístico. Gracias a esta experiencia, Manuel pudo familiarizarse con las diversas regiones de Veracruz, lo cual reforzó su interés por la fotografía documental y lo alentó a mostrar la disyuntiva entre la belleza y la marginación de los pueblos a lo largo y ancho del estado.

### Xico
Después de una estancia en Francia para estudiar cine directo en la escuela de Jean Rouch, se instala en el pueblo de Xico y en 1982 inicia su proyecto fotográfico dedicado a los territorios serranos ubicados en las faldas del Cofre de Perote. En compañía de la geógrafa francesa Odile Hoffmann, recorren las montañas del llamado “Xico viejo”, y tras seis años de registro, publicó su primer ensayo fotográfico Xico, una sierra y su gente, compuesto por una exposición y una publicación donde mostró el estilo de vida en las zonas montañosas, con imágenes que presentaron un contraste entre la pobreza y zozobra del entorno, frente a las miradas expresivas en festividades y oficios cotidianos. 

### Coyolillo
Para 1989 el interés de Manuel se vuelca hacia Coyolillo en el municipio de Actopan, poblado en Veracruz con notable herencia africana en los rasgo físicos y las manifestaciones culturales de sus habitantes. Asumido como fotógrafo documental, cambia su residencia a esta comunidad y durante varios años forma vínculos estrechos con la gente y dedica esfuerzos a captar las características de la comunidad en distintos ámbitos, con especial énfasis en el retrato de sus pobladores. El producto de esta experiencia fue la exposición Coyolillo, un pueblo afromestizo (1994), que sentó las bases del eje más importante de su trabajo artístico: los rasgos de la afrodescendecia en Latinoamérica.

### Colombia
Las imágenes de este pueblo afromexicano en Veracruz le valieron en 1999, el apoyo del organismo francés Institut de Recherche pour le Développement (IRD), para recorrer la Región Pacífica de Colombia, principalmente en la ciudad de Tumaco y alrededores, territorios donde la presencia afrocolombiana es el principal distintivo cultural. Ahí, Manuel abarcó varios temas cotidianos con sutileza poética y pudo captar el ritmo de vida en la región. No obstante que la situación en Colombia era diferente al mestizaje veracruzano, las imágenes que obtuvo compartieron con México el mismo aire de contraposición entre la fuerza de los sujetos y el lastre histórico de marginación en sus contextos. 

### Luces de raíz negra
El resultado de este choque binacional fue la exposición Luces de raíz de negra (2001), ensayo fotográfico comparativo entre Coyolillo y Tumaco, que derivó en el libro homónimo publicado con el apoyo del FONCA, la Universidad Veracruzana y el IRD (2004). A partir de este momento, Manuel buscó hermanar por medio de sus fotografías la herencia africana de los dos países. Da cuenta de ello la exposición Son Caribe, Cartagena - Veracruz (2007), generada a partir de una residencia artística en Cartagena de Indias en 2006, complementada con imágenes del Puerto de Veracruz. Este trabajo fotográfico hizo visible que las naciones del Mar Caribe mantienen una identidad que traspasa las fronteras gracias a la presencia de la raza negra. Luces de raíz negra y Son Caribe, fueron expuestas en recintos de Canadá, Colombia, Cuba, Estados Unidos, Francia y Japón.

### Otros géneros fotográficos
Manuel no sólo dedicó su trabajo al registro documental, también exploró otras vertientes fotográficas con atino. Formado en la escuela de Carlos Jurado, estuvo siempre convencido  que la manera de crear imágenes implicaba el proceso alquímico del efecto luminoso sobre material fotosensible. Uno de los resultados más significativos de esta experimentación fue la serie En busca de los tonos perdidos (1991), realizada con el apoyo del Instituto Veracruzano de Cultura, donde conjuga con elegante equilibrio las formas y contornos del cuerpo humano representadas con la calidad gráfica de impresiones al paladio/platino, obtenidas a partir de negativos de 4x5 y 8x10 pulgadas. 
También trabajó con fotografía fija para cine en las películas El coronel no tiene quien le escriba (1999) de Arturo Ripstein; y Otilia Rauda (2001), dirigida por Dana Rotberg. Del registro en cada rodaje extrajo exposiciones fotográficas, y las imágenes ilustraron los guiones publicados para ambas cintas. En estas piezas, el estilo particular que Manuel impregnaba en los retratos era ya evidente: creaba un vínculo cauteloso entre el retratado y la lente de su Hasselblad, de los que obtenía poses y expresiones que sugerían complicidad y una íntima dignidad en los sujetos.
El paisaje fue otro género fotográfico que exploró con acierto. Las tomas en la Laguna de Sontecomapan, en la región de los Tuxtlas al sur de Veracruz, le enfrentó al escenario natural de los manglares. En estas fotografías se alejó de la concepción convencional del paisaje y reforzó con tonos monocromáticos el carácter místico de los patrones orgánicos del manglar. Obtuvo de las vistas y tomas abiertas un tipo de composición que evoca el silencio, y utilizó oportunamente los recursos visuales del horizonte y los reflejos. Con este ejercicio resultó la exposición Sontecomapan (2006), inaugurada en la Galería de Arte Contemporáneo del Instituto Veracruzano de Cultura. Esta serie es ahora un proyecto de libro en proceso de publicación.
En años recientes, su búsqueda se enfocó en señalar las similitudes atribuidas a la afrodescendencia entre las naciones del Mar Caribe. El plan de Manuel era conformar una amplia serie fotográfica con imágenes de los distintos países que comparten la cultura caribeña a través del vínculo racial, testimonio de una historia de esclavismo y mestizaje, pero causante del fervor colectivo constante en estas naciones.

### Gestión cultural en la Universidad Veracruzana
Como complemento a su obra personal, Manuel siempre utilizó la fotografía como herramienta de difusión artística. Creó un acervo importante de registro de obra de ceramistas, pintores, grabadores, escultores, arquitectos, bailarines y actores, entre los que  destacan personalidades como Gustavo Pérez, Per Anderson, Damián Alcázar, Nina Hole, Rafael Villar, entre otros. Además dedicó gran parte de su tiempo a la creación de espacios y foros de fotografía: coordinó el Encuentro Internacional de Procesos Fotográficos Alternativos; fue miembro fundador del Festival Junio Mes de la Fotografía en Xalapa; propició la creación de la Galería Peatonal del Museo de Antropología de Xalapa; e hizo  gestión para la formación de la Fototeca de la Universidad Veracruzana.
Desde el año 2006 fue director del Instituto de artes Plásticas de la Universidad Veracruzana, labor que desarrolló notablemente hasta el día de su muerte.